# Slavovița, Pazardjik
Slavovița (în bulgară Славовица) este un sat în comuna Septemvri, regiunea Pazardjik,  Bulgaria. 

## Demografie
Componența etnică a satului Slavovița
     Bulgari (74,73%)
     Nicio identificare (25,26%)
     Altele (0%)
La recensământul din 2011, populația satului Slavovița era de 376 locuitori. Din punct de vedere etnic, majoritatea locuitorilor (74,73%) erau bulgari. Pentru 25,26% din locuitori nu este cunoscută apartenența etnică.